# Laura Krack
Laura Krack ist eine deutsche Kostümbildnerin.

## Leben
Laura Krack studierte nach einer Ausbildung zur Maßschneiderin Mode- und Kostümdesign an der Hochschule für Gestaltung in Pforzheim. Danach arbeitete sie als Designassistentin und Schnittmacherin in Wien und Paris. Ab 2012 war sie Kostümassistentin am Schauspiel Frankfurt, wo sie unter anderem in Produktionen von Falk Richter, Michael Thalheimer und René Pollesch mitwirkte. Seit 2014 realisiert sie am Schauspiel Frankfurt und anderen Bühnen eigene Arbeiten, darunter Helden in der Regie von Mizgin Bilmen, Angst von Stefan Zweig in der Regie von Johanna Wehner und Die Blechtrommel (Regie: Oliver Reese). Für die Inszenierung von Die Kinder bleiben nach Kurzgeschichten von Alice Munro am Hessischen Staatstheater Wiesbaden schuf sie ebenfalls die Kostüme.

## Kostüme (Auswahl)
- 2013 Das sind nicht wir, das ist nur Glas von Ivana Sajko am Schauspiel Frankfurt | Regie: Robert Teufel[4]
- 2014 Macht nichts von Elfriede Jelinek am Schauspiel Frankfurt | Regie: Johanna Wehner[5]
- 2014 Angst von Stefan Zweig am Schauspiel Frankfurt | Regie: Johanna Wehner[6]
- 2014 Sucht von Nicole von Horst u. a. am Schauspiel Frankfurt | Regie: Leonie Kubigsteltig[7]
- 2014 Helden von Ewald Palmetshofer am Schauspiel Frankfurt | Regie: Mizgin Bilmen[8]
- 2015 Die Kinder bleiben nach Alice Munro am Hessischen Staatstheater Wiesbaden | Regie: Johanna Wehner[9]
- 2017 Die Blechtrommel von Günter Grass am Berliner Ensemble, eine Produktion des Schauspiel Frankfurt | Regie: Oliver Reese[10]
- 2019 Wieder da von Fredrik Brattberg am Schauspiel Frankfurt | Regie: Kornelius Eich[11]